# Ginetta G40
Ginetta G40 — спорткар, выпускающийся с 2008 года британской компанией Ginetta Cars. Всего было представлено три версии: G40R, G40 Challenge и G40 Junior. G40 пришёл на смену G20 и G50. 

## Гоночные версии
Ginetta G40 Challenge был представлен в 2010 году. На момент запуска в автомобиле применялся 1,8-литровый рядный четырёхцилиндровый двигатель Ford Zetec в паре с пятиступенчатой механической трансмиссией, при этом масса составляла 850 кг. Стартовая цена составляла 24950 фунтов стерлингов плюс налог на добавленную стоимость. По всему периметру размещены 280-миллиметровые колёсные диски. Позже двигатель стал развивать мощность 123 кВт (165 л. с.), а передач стало на одну больше. Масса двигателя составляет 800 кг. В 2010 году автомобиль получил премию «Национальный автомобиль года» от Autosport.
Менее мощный вариант, получивший название G40 Junior, оснащён 1,8-литровым двигателем Zetec мощностью 75 кВт (100 л. с.). Первоначально автомобиль имел шины Michelin Pilot Cup с протекторами, а в 2012 году серия перешла на сликовые шины. В 2013 году были шины с протекторами были возвращены.

## Road Car
В 2010 году компания Ginetta решила отменить планы по производству дорожной версии Ginetta G50. Вместо этого был разработан вариант G40R. Автомобиль оснащён 2,0-литровым двигателем Mazda MZR мощностью 130 кВт (175 л. с.) при 7000 об/мин в паре с шестиступенчатой механической трансмиссией. Конкурентом является Mazda MX-5. До 97 км/ч автомобиль разгоняется за 5,8 сек., а заявленная максимальная скорость составляет 225 км/ч. Масса составляет 795 кг. Заявленная экономия топлива составляет 29 миль на галлон, а выбросы углекислого газа составляют 181 г/км. Ценовой диапазон — от 29950 фунтов стерлингов. Журналы Autocar и The Telegraph оценили автомобиль на 4 звезды из 5, а журналы What Car? и Auto Express — на 3 звезды из 5. Планировались продажи 100 автомобилей в год.

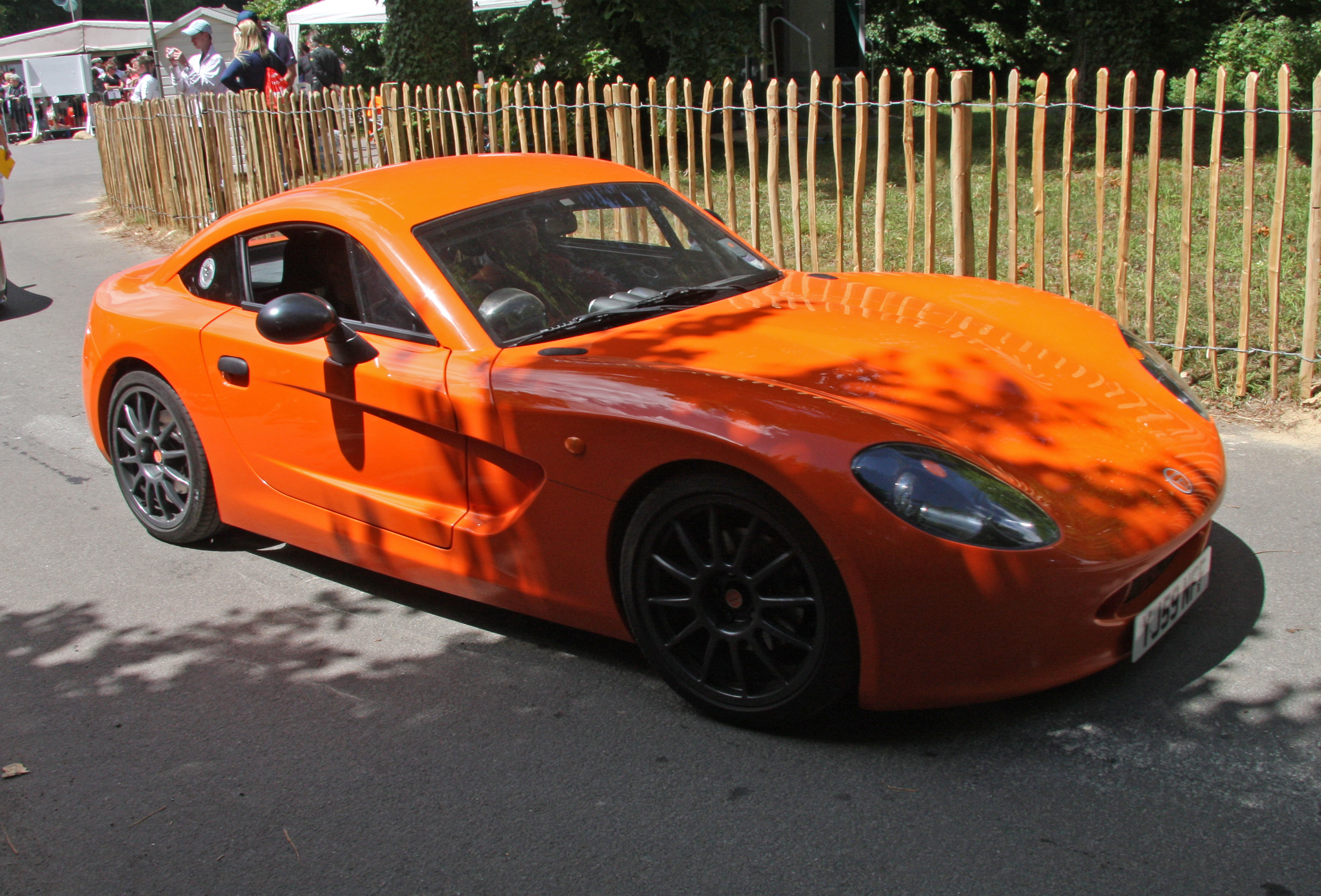
Вид спереди
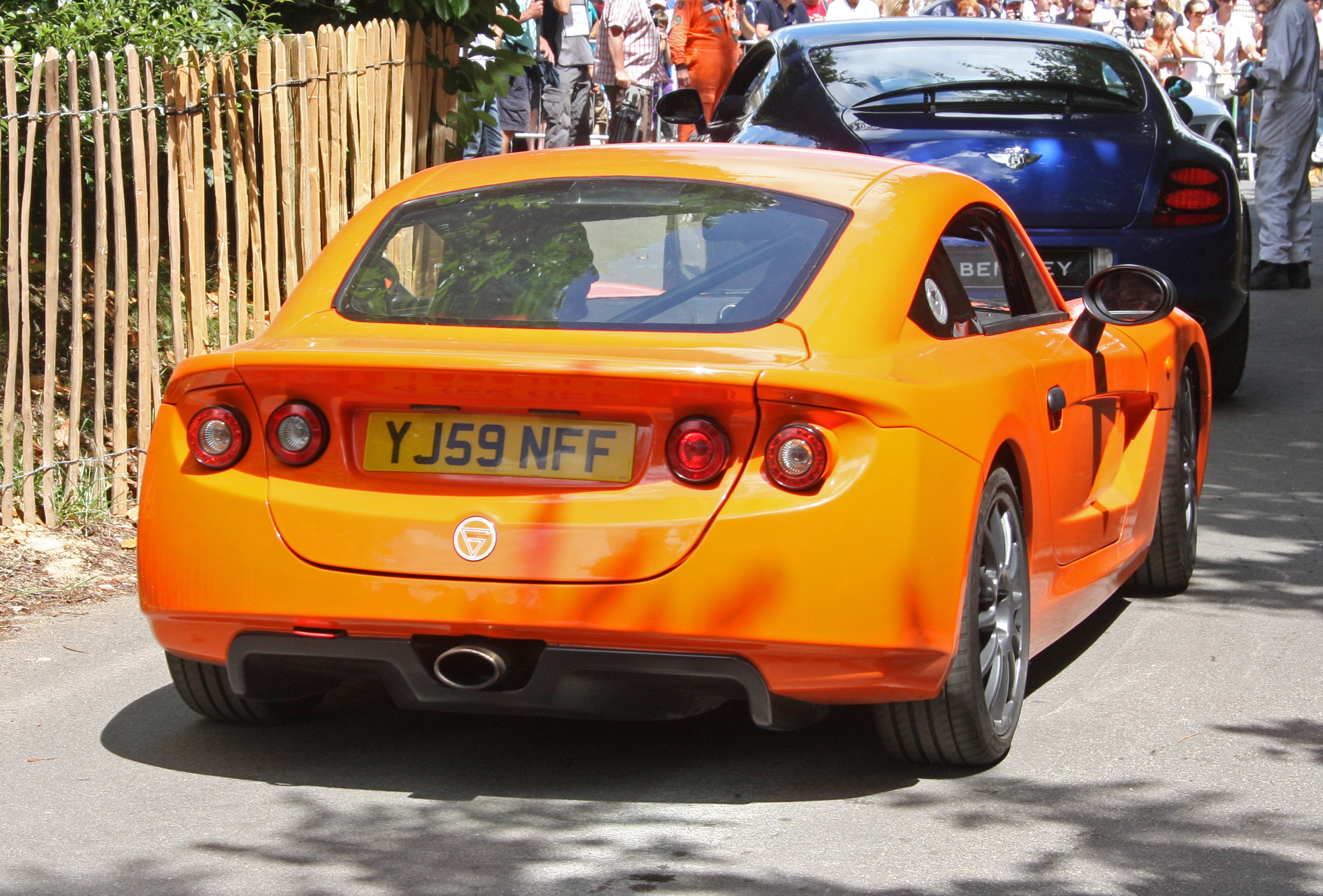
Вид сзади